# 광경로

그림은 미라우(Mirau) 대물렌즈와 미라우 간섭계의 광학 경로를 보여준다. 참조빔(4~6)과 대물빔(7)은 동일한 광로 길이를 가지므로 백색광 간섭을 일으킬 수 있다.

광경로(optical path, OP) 또는 광로는 광선이 광매질을 통해 전파될 때 따라가는 궤적이다. 기하학적 광경로 길이(geometrical optical-path length) 또는 간단히 기하학적 경로 길이(geometrical path length, GPD)는 주어진 OP의 세그먼트 길이이다. 즉, 임의의 두 지점 사이의 광선을 따라 적분된 유클리드 거리이다. 접힌 광학 장치를 사용하면 광학 장치의 기계적 길이를 GPD보다 짧게 줄일 수 있다. 균일한 매질의 광경로 길이는 GPD에 매질의 굴절률을 곱한 값이다.

## 광경로에 영향을 주는 요인
매질 또는 두 매질 사이의 광로는 다음의 영향을 받는다.
- 반사
  - 전반사
- 굴절
- 분산
- 흡광

## 사용되는 단순 소재
- 렌즈
- 프리즘
- 거울
- 투명 소재 (예: 광필터)
- 반투명 소재 (예: 간유리)
- 불투명 소재